# Onderwijs in Duitsland

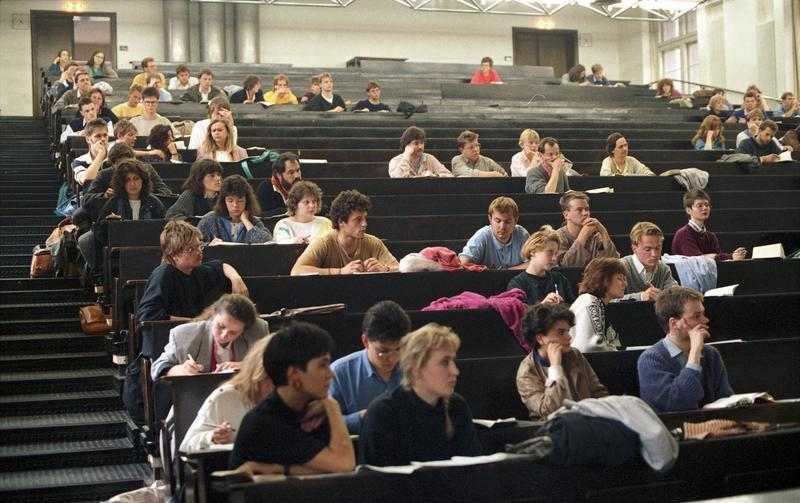
Lezing aan de universiteit Heidelberg. Deze universiteit is een van de oudste van Duitsland en wereldberoemd.

Het Onderwijs in Duitsland, althans het reguliere onderwijs voor schoolkinderen en studenten, wordt in Duitsland in de meeste gevallen door overheidsinstanties georganiseerd. Het begint op zesjarige leeftijd en duurt ten minste tien jaar, dus totdat de leerlingen zestien zijn. De leerlingen worden op een leeftijd van tien jaar gescheiden en gaan naar scholen met verschillende niveaus.
In het algemeen scoren de zuidelijke deelstaten in nationale of internationale tests beter dan de noordelijke.

## Geschiedenis

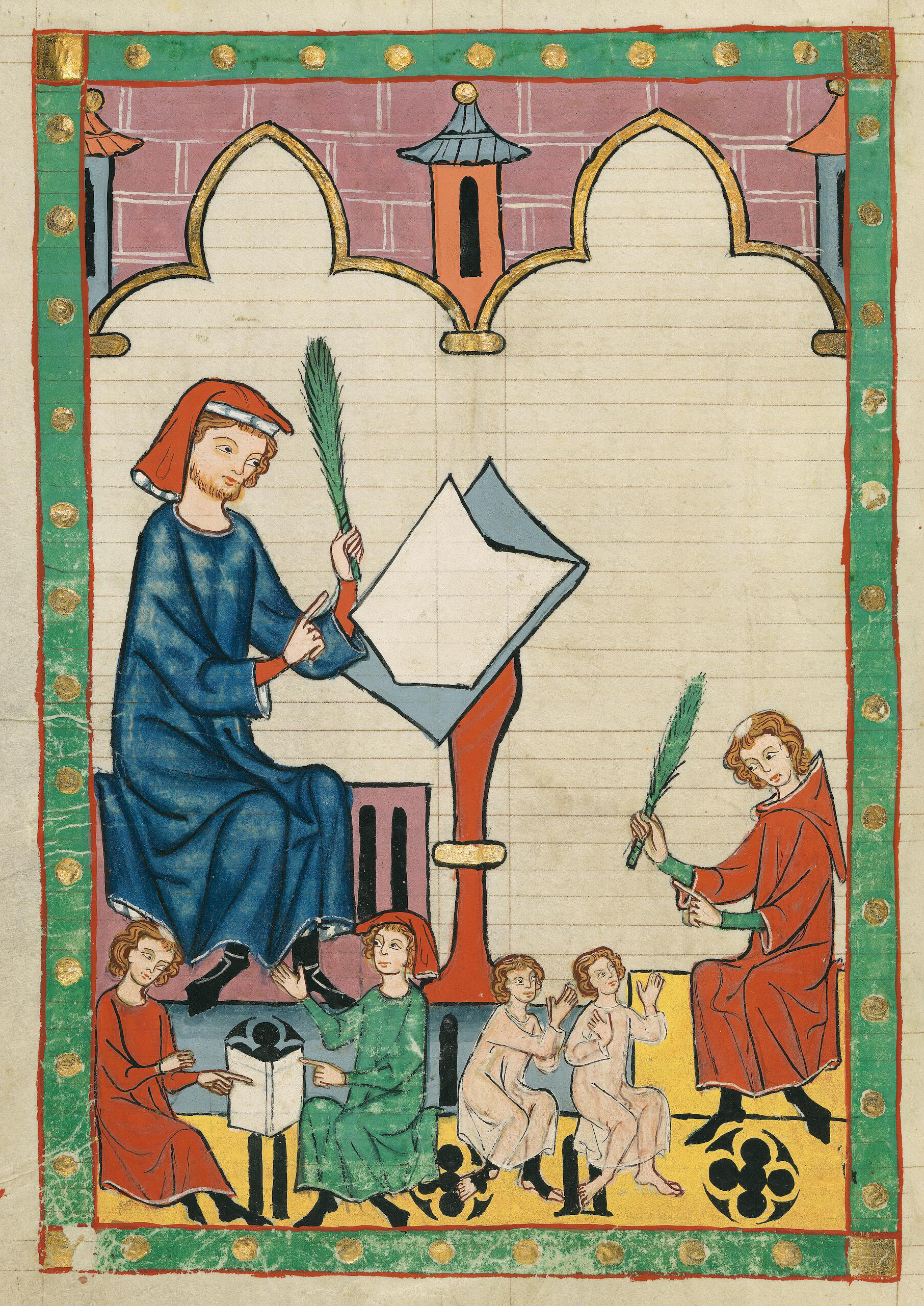
Der Schulmeister von Esslingen, 14e eeuw

In de middeleeuwen en nog lang daarna waren de meeste scholen een kerkelijke inrichting, soms hadden steden scholen. Een van de grote voorstanders van schoolonderwijs was de reformator Maarten Luther. In 1592 was Pfalz-Zweibrücken de eerste deelstaat van Duitsland die een algemene schoolplicht introduceerde (de schoolplicht in Württemberg in 1559 gold alleen voor de jongens). Het belangrijkste land in het noorden van Duitsland, Pruisen, maakte het schoolbezoek verplicht in 1717 en 1763. In het katholieke zuiden kwam de schoolplicht vaak later. In de praktijk leerden veel kinderen vrij weinig, onder meer omdat hun ouders tegen het schoolbezoek waren omdat ze de werkkracht van de kinderen nodig hadden. In de 19e eeuw kwamen er maatregelen om de schoolplicht in de praktijk door te zetten en kwam er een betere lerarenopleiding.
Rond 1900 was er in Duitsland voor de gewone bevolking die Volksschule, die sommige goede leerlingen eerder mochten verlaten om naar een hogere school te gaan. Dit was echter ook een kwestie van geld. Rijkere mensen stuurden hun kinderen naar een hogere school, vaak die Mittelschule geheten. Een kleine groep van rijke en getalenteerde kinderen mocht naar het gymnasium dat voor universitaire studies opleidde.

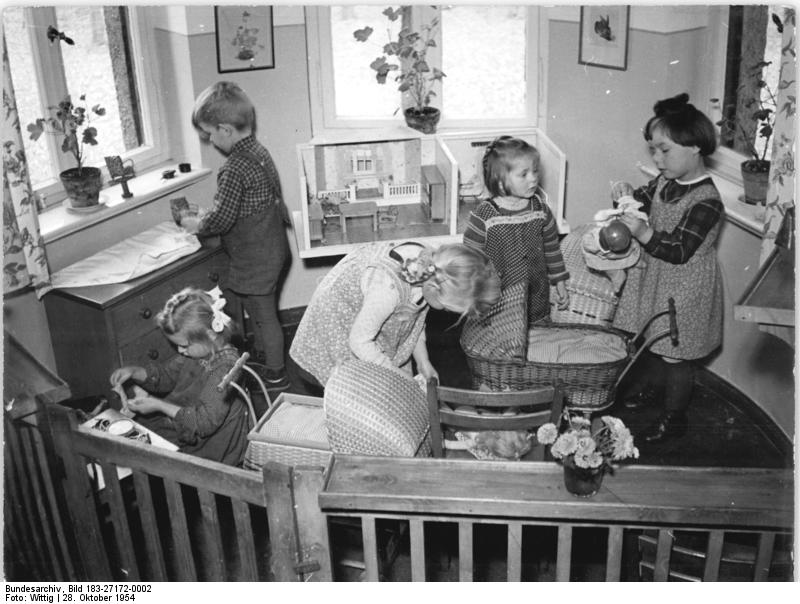
Kindergarten (kleuterschool) in Bischleben bij Erfurt, toen DDR, in 1954

De verschillen tussen die drie soorten waren dus: Mittelschule en Gymnasium waren voor de rijke mensen, omdat men daarvoor flink moest betalen, de Volksschule was gratis. Maar alleen het Gymnasium gaf het Abitur, de allgemeine Hochschulreife (algemene bekwaamheid voor een hogeschool). Dit is een vereenvoudigd overzicht, in de realiteit verschilden de scholen qua naam, profiel of bestuurders. In de jaren zestig kwam het huidige systeem van Hauptschule, Realschule, Gymnasium en Gesamtschule.
In de DDR gingen (vanaf 1959) alle kinderen naar de Zehnklassige allgemeinbildende polytechnische Oberschule (POS), van klas 1 tot en met 10 (leeftijd 6-16 jaar). Vanaf klas 9 konden de beste kinderen naar de Erweiterte Oberstufe (EOS), tot klas 12. De DDR-scholen golden als veeleisend en streng vergeleken met westerse. Voor kinderen van politiek verdachte ouders (bijvoorbeeld pastoors of oppositionelen) was het moeilijker om naar de EOS te mogen of het werd zelfs niet toegestaan. In klas 9 en 10 kregen de kinderen vanaf 1978 een paramilitaire opleiding.

## Politiek

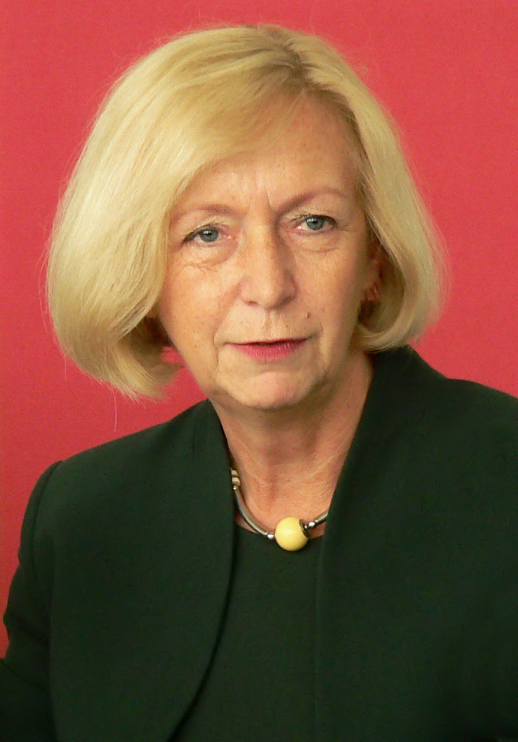
Johanna Wanka van de CDU was Bundesbildungsministerin

De Bondsrepubliek Duitsland is een federaal gestructureerd land, waar de zestien deelstaten veel competenties hebben. In de regering van een deelstaat zit een minister voor schoolonderwijs die meestal Kultusminister heet (in Noordrijn-Westfalen Schulminister; Kultus omdat het onderwijs vroeger door de kerk werd georganiseerd). Voor het tertiair onderwijs is er vaak een minister apart, de Bildungsminister of Wissenschaftsminister. Soms is de minister voor scholen en universiteiten dezelfde.
Op federaal niveau is er een Bundesbildungsminister, die zich bezighoudt met buitenschoolse opleiding en de ondersteuning van wetenschappelijk onderzoek.
Scholen en universiteiten zijn zaak van de deelstaten, niet van de Bond (met uitzonderingen, zoals de twee universiteiten van de strijdkrachten). Een school wordt normaliter betaald door de gemeente, maar de leraren worden betaald door de deelstaat.

## Primair onderwijs
Met drie jaar gaan kinderen normaliter naar der Kindergarten (kleuterschool), die niet als school wordt gezien. In het laatste jaar komen de kinderen voorzichtig in aanraking met schoolachtige activiteiten.

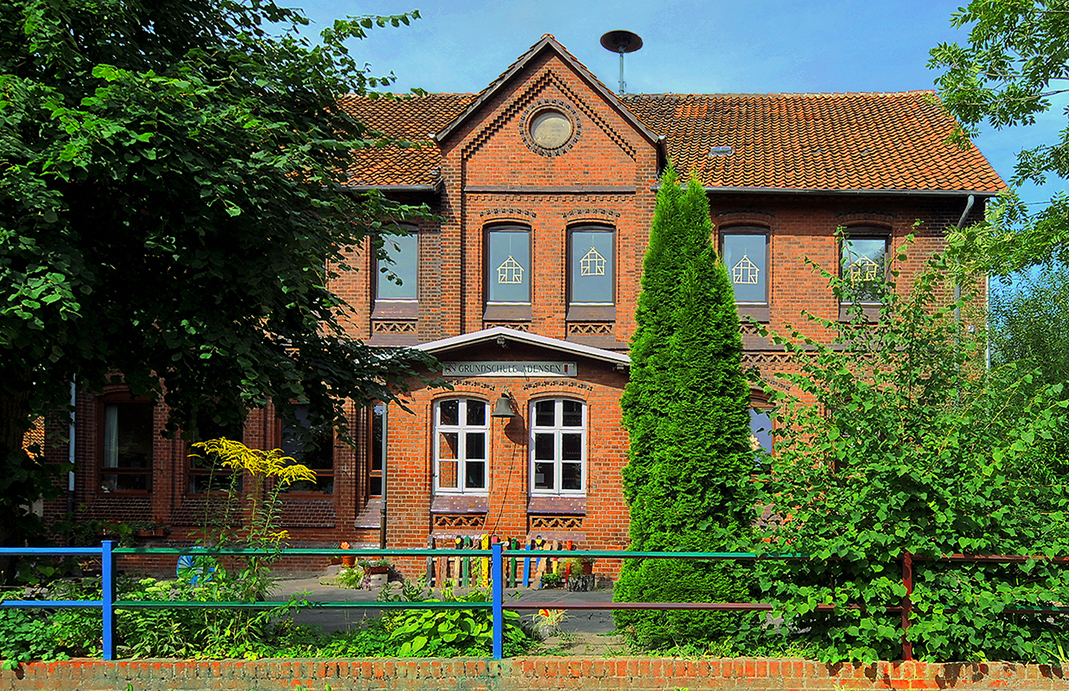
Grundschule in Adensen, Nedersaksen

Het eigenlijke basisonderwijs gebeurt in die Grundschule (basisschool), die de meeste kinderen met een leeftijd van zes jaar, sommigen met zeven jaar beginnen. De Grundschule is verplicht voor alle kinderen en er wordt nog niet gescheiden naar niveaus. Dit is een erfgoed van de Weimarrepubliek uit 1919. Daarvoor bestond nog niet eens een schoolplicht, alleen een onderwijsplicht.
Op de Grundschule blijven kinderen van klas 1 tot en met klas 4 (leeftijd 6-10j.) Een klas overdoen is ongebruikelijk. In de eerste twee jaren krijgen de kinderen (soms langer dan dat) nog geen cijfers, maar hun bekwaamheden en moeilijkheden worden in woorden opgeschreven. De docenten van de basisschool, Grundschullehrer, mogen in principe alle vakken onderwijzen. Meestal is er een Klassenlehrer (mentor) die de meeste vakken geeft.

## Secundair onderwijs
Het voortgezet oftewel secundair onderwijs (die Sekundarstufe of der Sekundarbereich) begint met klas 5 (de telling gaat dus door); het wordt onderverdeeld in een Sekundarstufe I en een Sekundarstufe II. De eerste stopt met klas 10 en is, vereenvoudigd gezegd, voor alle kinderen verplicht (kinderen moeten in totaal tien jaar op school hebben gezeten), de tweede is voor de betere leerlingen en begint met een leeftijd van ongeveer zestien jaar. In de Sek. II heten de klassen die Jahrgangsstufe, omdat de leerlingen niet meer bij één klas horen. De Sek. II eindigt normaliter op een leeftijd van 18 jaar (vroeger 19 jaar), dus met Jahrgangsstufe 12. Hierdoor zijn Duitse middelbare scholieren vaak een jaar later klaar dan hun leeftijdsgenoten in Nederland. Wat in Nederland eerstejaars studenten zijn, zijn in Duitsland nog scholieren.
In het laatste jaar van de Grundschule werd ernaar gekeken welk niveau een kind heeft en welk voortgezet onderwijs het aan kan. De mentorleraar heeft een belangrijk woord hierbij. Maar uiteindelijk is de beslissing, vanwege de vrijheid van schoolkeuze, aan de ouders.
Hierover bestaan tal van discussies. Politiek links vindt dat de beslissing te vroeg wordt gedaan en pleit voor een leeftijd van twaalf jaar in plaats van tien, of is voor een school zonder scheiding naar niveaus (Gesamtschule). Links vindt ook dat de leraren vaak naar de sociale status van de ouders kijken, in de verwachting dat rijkere ouders eerder een zwak kind kunnen steunen dan arme of laag opgeleide ouders. Politiek rechts wil de huidige toestand houden en is bang dat leraren te vaak advies voor een te moeilijke school geven, of dat ouders zich niet aan het advies voor een makkelijke school houden.

### Hauptschule

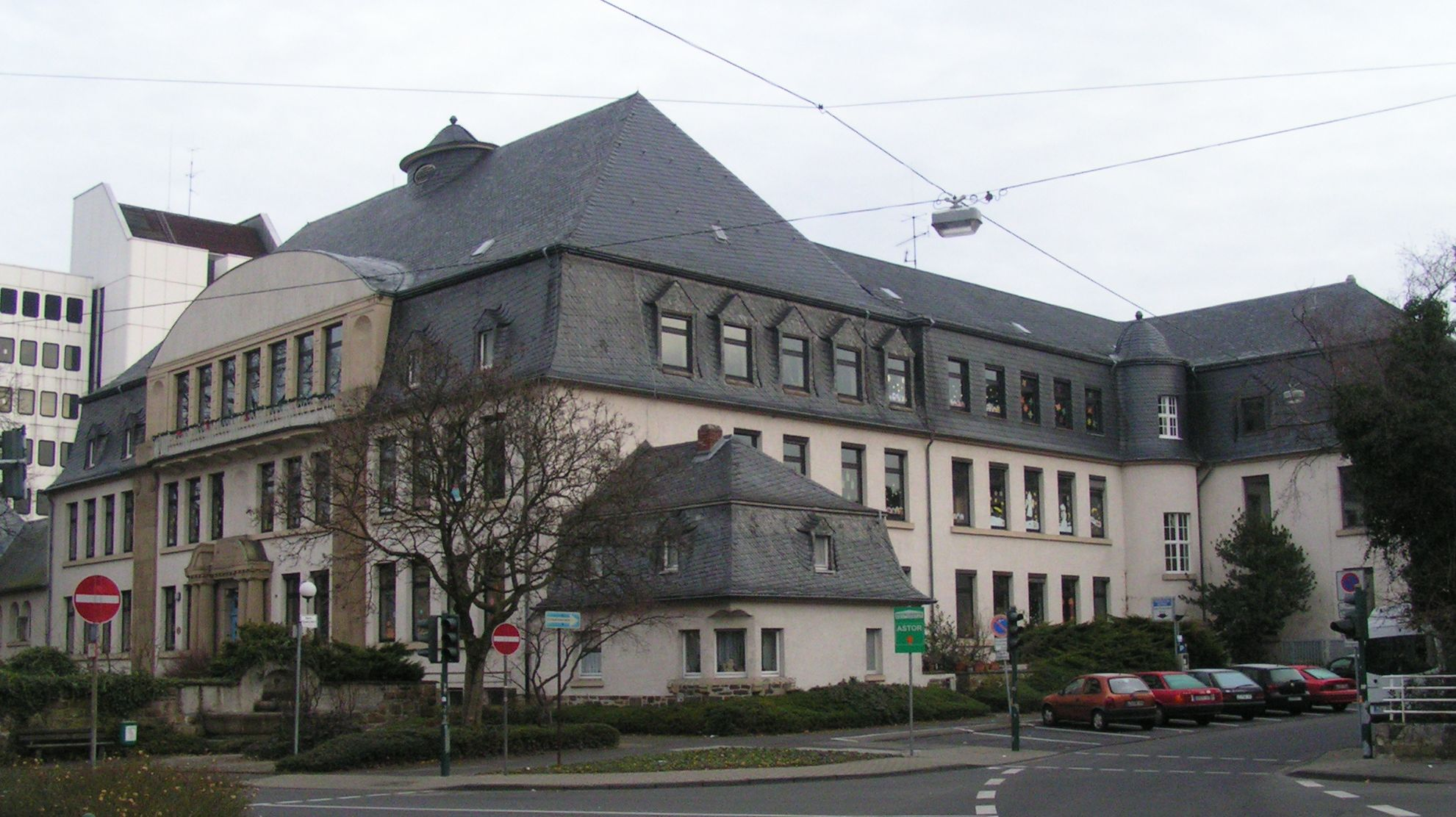
Hauptschule in Leverkusen, Noordrijn-Westfalen

Die Hauptschule ontstond in 1964 als een opvolger van de Volksschule. Ze is praktisch georiënteerd en leidt toekomstige werkers en ambachtslieden op; er is alleen de Sekundarstufe I.
Critici vinden dat ze een opvangschool geworden is voor de 'rest', dus kinderen die op hogere schoolvormen niet geaccepteerd worden. De meeste kinderen komen uit arme families en / of hebben ouders die oorspronkelijk niet uit Duitsland komen. In Duitsland zijn dat vooral Turken, Russen en mensen uit het vroegere Joegoslavië. Veel ouders willen daarom hun kind niet naar de Hauptschule sturen. In het zuiden, dus in Beieren en Baden-Württemberg, ligt de uiteindelijke schoolkeuze niet bij de ouders, daarom gaat hier ongeveer dertig procent van de kinderen naar de Hauptschule. In het noorden is dat aanzienlijk minder.
De Hauptschule kan het best met het vmbo in Nederland worden vergeleken of met bso in België.

### Realschule

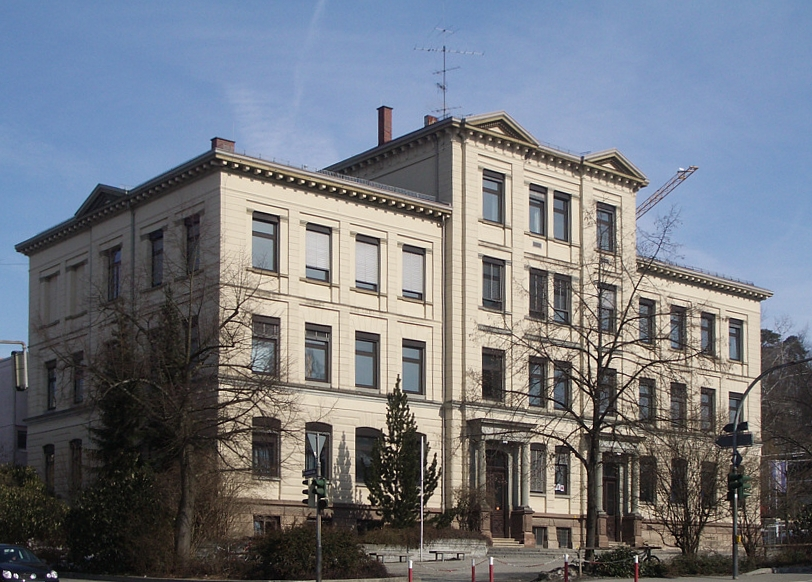
Realschule in Ravensburg, Baden-Württemberg.

Die Realschule komt voort uit de vroegere Mittelschule (of beter Mittelschulen, het was een verzamelbegrip en geen duidelijk schoolprofiel). Het gaat om kinderen uit de middenstand, die de kans hebben om de sociale ladder naar boven te klimmen, om een algemene vorming van een hoger niveau en de voorbereiding voor meer eisende beroepen. Er is alleen de Sekundarstufe I.
De Realschule biedt normaliter de Mittlere Reife. Met een tussenstop op de Fachoberschule is het Fachabitur mogelijk, dat met een Nederlands havodiploma kan worden vergeleken. Daarmee is uiteindelijk ook de doorstroom naar een Fachgymnasium mogelijk, dat ook das Abitur kan geven en dus de mogelijkheid om naar een universiteit te gaan. De Realschule heeft dus veel gemeen met het vmbo (theoretische leerweg) in Nederland. In België kan je het dan weer vergelijken met TSO.

### Gymnasium

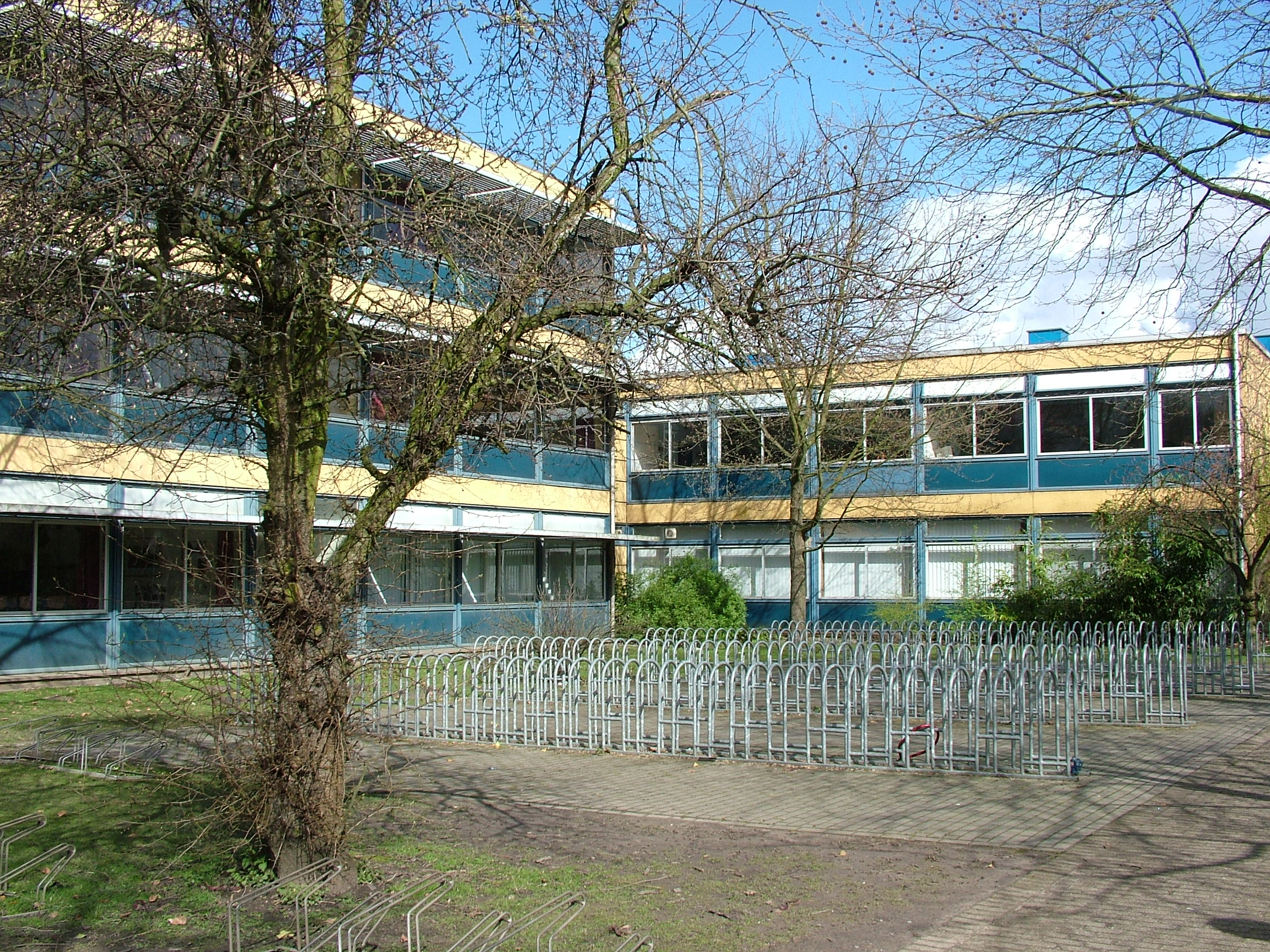
Heisenberg-Gymnasium Gladbeck (Noordrijn-Westfalen) uit 1968. In Duitsland werd het onderwijs-systeem vooral rond 1910 en rond 1970 uitgebreid, daarom zijn de meeste schoolgebouwen uit die tijden.

Sinds 1955 heten alle scholen, die als eigenlijk doel das Abitur hebben, das Gymnasium. Het Abitur is het toegangsbewijs voor de universiteit. Maar inmiddels zijn er ook andere wegen om het Abitur te verkrijgen.
Het Gymnasium heeft een Sekundarstufe I (klas 5-10, leeftijd 10-16 j.) en een Sekundarstufe II (Jahrgangsstufe 11-12, leeftijd 17-18 j.). Tot 1976 waren er drie soorten Gymnasium, een voor oude talen, een voor nieuwe talen en een natuurwetenschappelijk. Toen werd de Sekundarstufe II (oftewel Oberstufe) gereformeerd. De kinderen hebben in hun laatste drie jaren (dus de Oberstufe en één jaar daarvoor) geen klasseverband meer, maar kiezen cursussen (vakken). De resultaten van (vereenvoudigd gezegd) alle cursussen en van het eindexamen worden bij elkaar geteld en vormen dan de uiteindelijke Abiturnote.
Twee cursussen heten Leistungskurs en worden in twee keer zoveel uren onderwezen als gewone cursussen (Grundkurse). Twee andere cursussen worden gekozen als de andere twee eindexamenvakken naast de Leistungskurse. Op die manier kan een leerling een soort profiel samenstellen. Bij de keuze van de vier Abiturfächer (eindexamenvakken) en de rest van de cursussen gelden bepaalde regels, die per deelstaat kunnen verschillen. Het is bijvoorbeeld niet mogelijk om alle natuurwetenschappen of alle talen te ontwijken. Voor de latere keuze van studievakken maakt het formeel niet uit, welke Abiturfächer men heeft gehad; in de praktijk echter is het moeilijk om een vak te studeren dat men in de laatste schooljaren niet had gekozen.
Afhankelijk van de deelstaat gaat er zeker twintig tot dertig of zelfs meer procent van de kinderen naar een gymnasium. Het gymnasium kan dus het best met een havo/vwo-school in Nederland (ASO, Belgïe) worden vergeleken, ook al krijgen alle Gymnasiasten normaliter het Abitur. Maar leerlingen kunnen de Oberstufe ook eerder verlaten; dat doen ze vaak nadat ze de cijfers voor een Fachabitur (Fachhochschulreife, een havodiploma) hebben gehaald.

### Gesamtschule

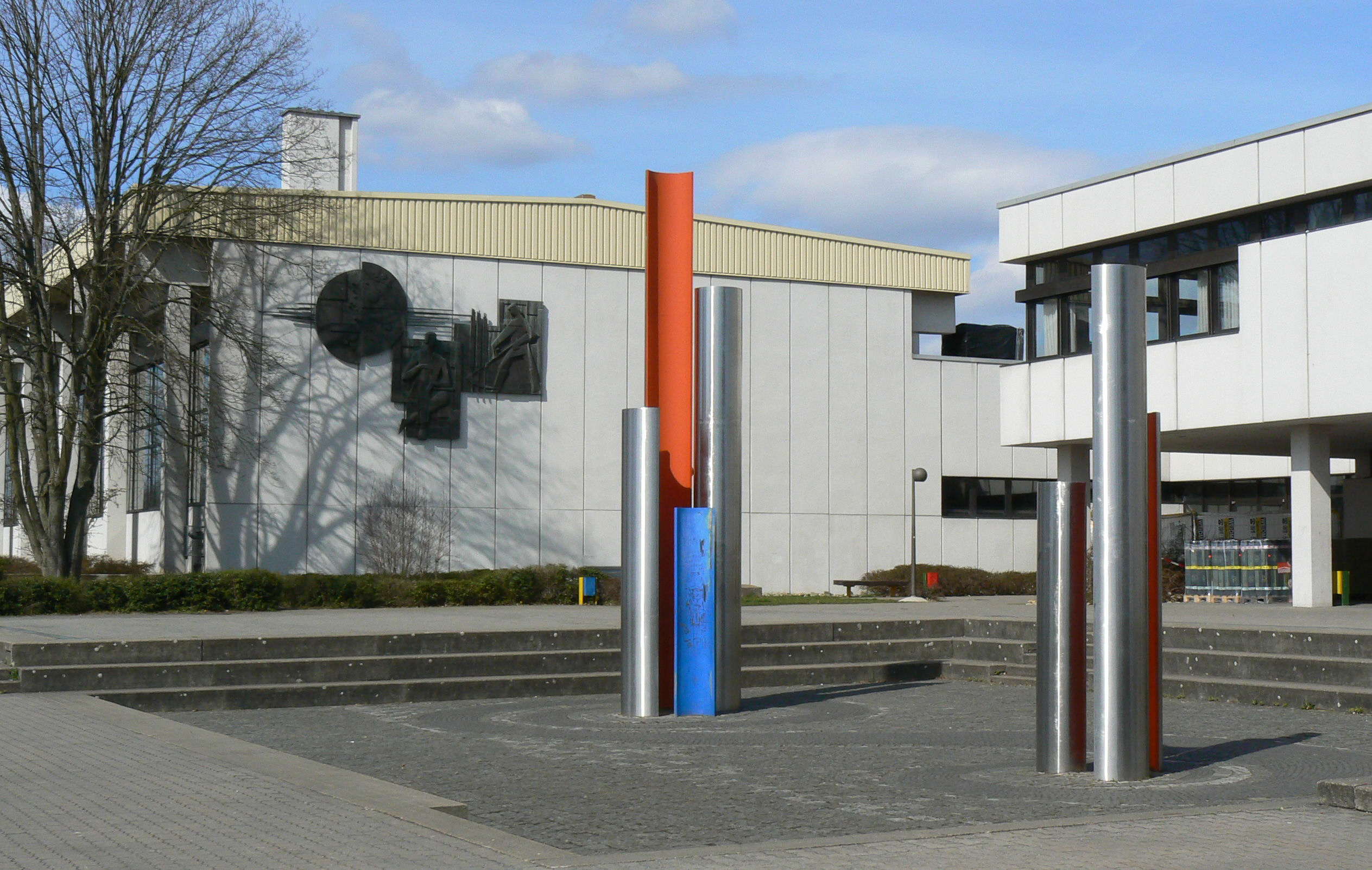
Gesamtschule Hollfeldt in Beieren

In 1968 kwam er de eerste Gesamtschule, namelijk in West-Berlijn, als antwoord op het schoolsysteem dat drieledig wordt genoemd (dreigliedriges Schulsystem, dus Hauptschule, Realschule, Gymnasium). Volgens de voorstanders moeten de goede leerlingen de zwakke leerlingen naar boven trekken, en kinderen uit verschillende sociale lagen moeten elkaar op school leren kennen. Tegenstanders vrezen dat leerlingen in klassen met grote niveauverschillen niet de juiste steun kunnen krijgen en dat de zwakke leerlingen de goede naar beneden trekken (zeker als ze in de meerderheid zijn).
De Gesamtschul-kwestie is een van de belangrijkste discussies over onderwijs in Duitsland. In de realiteit betekende het dat de oudere schoolvormen niet werden afgeschaft, maar dat er een vierde schoolvorm bij is gekomen. De Gesamtschule staat dus in concurrentie met andere schoolvormen en is daarom niet de school voor iedereen. In de praktijk gaan vooral slecht lerende kinderen uit arme families en sommige goed lerende kinderen van idealistische ouders naar een Gesamtschule.
In een Gesamtschule wordt geprobeerd om de kinderen zo laat als mogelijk qua niveau te scheiden. Vanaf een bepaalde leeftijd krijgen ze les in sommige vakken op twee verschillende niveaus (in de wandelgangen een Hauptschul- en een Realschul-niveau genoemd). Een leerling kan dus bijvoorbeeld Duits op het ene niveau en wiskunde op het andere krijgen. De rest van de vakken is identiek voor de gehele klas. Heel weinig van de kinderen - op een school van ongeveer duizend leerlingen misschien dertig of veertig - kunnen doorstromen naar de Sekundarstufe II en het Abitur halen.

## Beroepsonderwijs
Naast of na de andere scholen is er een systeem van beroepsonderwijs, samenvattend vaak die Berufsschule genoemd (waarvan er verschillende soorten zijn). Meestal betekent dit dat de leerling sommige dagen van de week naar een bepaalde school gaat, met vakken voor de algemene vorming of vakken die betrekking op een bepaalde opleiding hebben. Op andere dagen van de week werkt hij of zij in een bedrijf. In Nederland heette dat het leerlingwezen.
Dit Duales System is vergeleken met andere landen op een hoog niveau en geldt als de trots van het Duitse onderwijs; daarom trekken de verdedigers van het systeem zich ook niets aan van de kritiek dat in Duitsland verhoudingsgewijs weinig leerlingen naar een school gaan die zich hogeschool mag noemen.

## Tertiair onderwijs

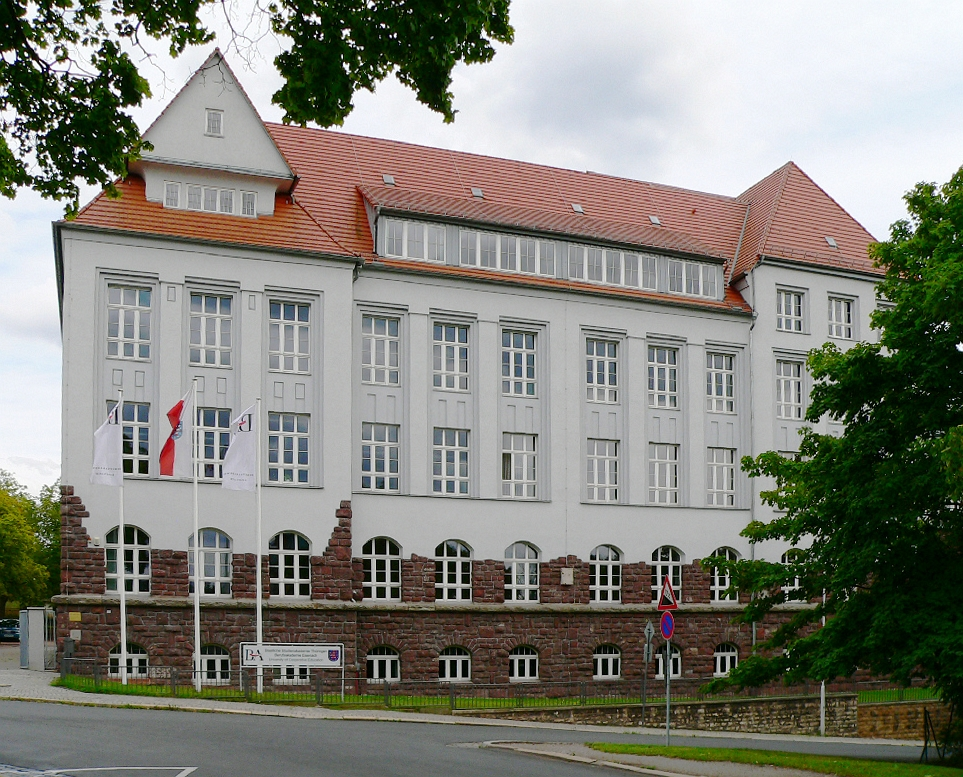
Berufsakademie in Eisenach, Thüringen.

Jonge mensen volgen vaak vanaf een leeftijd van 18 of 19 jaar tertiair onderwijs. De belangrijkste instellingen daarvoor zijn:
- die Universität, waarvoor normaliter het Abitur (vwo-diploma) nodig is. In 2007 waren er in Duitsland 124 universiteiten, theologische en pedagogische hogescholen.
- die Fachhochschule (FHH), waarvoor het Abitur of het Fachabitur (havodiploma) nodig is. In Nederland heeft men het over het hbo, in het Engels over een university of applied science. In Duitsland wordt het woord Hochschule trouwens samenvattend voor Universitäten en FHs gebruikt.
- die Berufsakademie, die niet als Hochschule geldt. De helft van de tijd is de leerling in een bedrijf, vergelijkbaar met het Duale System van de Berufsschule. Er worden dezelfde toegangseisen als voor de FH gesteld.

## Speciaal onderwijs
Leerlingen met een handicap of een soortgelijk probleem, dat het moeilijk maakt om in een gewone school (die Regelschule) te leren, kunnen naar die Sonderschule, die nu vaak die Förderschule heet (steun in plaats van speciaal). Voorbeelden zijn scholen voor doven, blinden, verstandelijk gehandicapten en anderen. Zoals in andere landen ook is er de discussie of deze leerlingen niet beter naar een gewone school moeten gaan. Dit is ook een kwestie van geld, omdat speciaal onderwijs duur is.

## Thuisonderwijs
In Duitsland geldt een leerplicht met verplicht scholenbezoek. Thuisonderwijs mag om die reden enkel in speciale gevallen worden gegeven. In de praktijk komt thuisscholing alleen voor bij kinderen waarvan de ouders in het buitenland werken of bij kinderen die door een beperking niet getransporteerd mogen worden. Het thuisonderwijs moet wel het stramien volgen van het nationale curriculum.

## Andere scholen
Sommige scholen volgen een bepaald onderwijsconcept, zoals scholen op religieuze grondslag, vrije scholen of Montessorischolen. Deze scholen worden vaak deels door de overheid gefinancierd maar krijgen minder steun. Kostscholen komen in Duitsland minder vaak voor dan bijvoorbeeld in Engeland of de Verenigde Staten.

## Recente ontwikkelingen

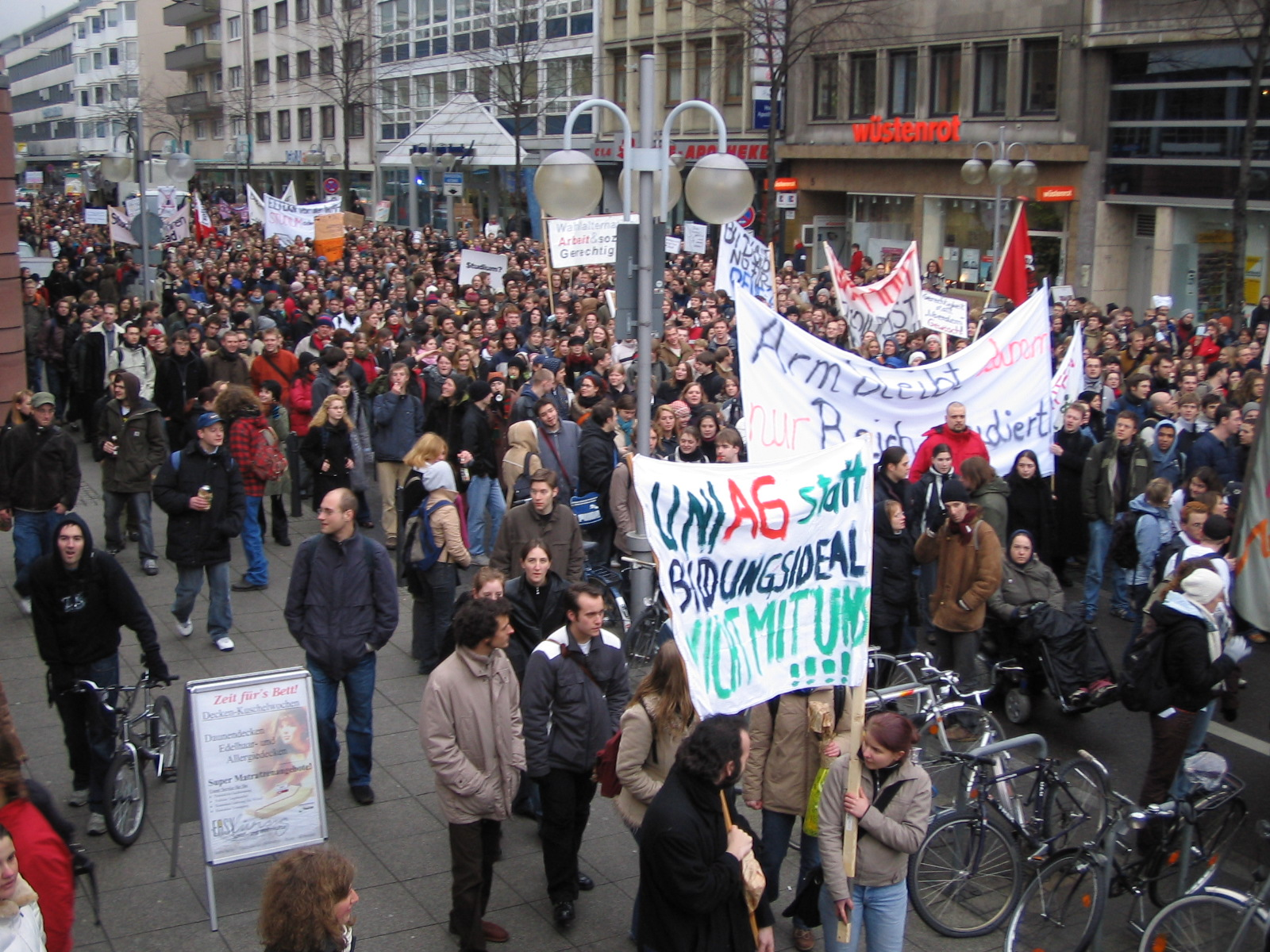
Manifestatie tegen Studiengebühren (lesgeld voor de universiteit), Mannheim 2005

In sommige internationale studies zoals PISA kwam Duitsland hooguit gemiddeld of soms beneden het gemiddelde uit de bus. Dit heeft tot grote discussies geleid c.q. oude discussies weer laten opwaaien. Het Gymnasium zal waarschijnlijk blijven bestaan, maar Hauptschulen en Realschulen worden toenemend samengevoegd tot een Sekundarschule (de benoemingen verschillen per deelstaat).
Politiek links wil ook dat leerlingen per dag langer op school blijven, ook 's middag (tot nu toe is het gebruikelijk dat de school maar tot 13 of 14 uur duurt en dat de kinderen veel huiswerk krijgen). Nu al heeft men het over een Ganztagsschule, als de school zoiets aanbiedt.
Na 2000 hebben tal van deelstaten collegegeld voor de universiteiten en hogescholen geïntroduceerd, met als gevolg felle protesten van studentenvertegenwoordigers.
Sinds 2004 gingen de deelstaten over naar een achtjarig Gymnasium (G8) in plaats van het traditionele negenjarige. Daardoor werd de Oberstufe (Sek. II) één jaar korter, de kinderen krijgen het Abitur op achttienjarige en niet meer op negentienjarige leeftijd. Verzet daartegen kwam vooral in de westelijke deelstaten op; de oostelijke hadden nooit het negenjarige Gymnasium omdat ze dat van de DDR niet zo gewend waren.
Sinds een aantal jaar zijn er deelstaten die de mogelijkheid van het blijven zitten hebben afgeschaft. Hiertoe behoren de deelstaten Berlijn en Hamburg. Ook in Nedersaksen en Rijnland-Palts denkt men erover het zittenblijven af te schaffen. Een grote meerderheid van de Duitsers is echter voor het behoud van de mogelijkheid om kinderen te laten blijven zitten.

## Kritiek
Het Duitse onderwijssysteem is vaak onderwerp van politieke debatten. Daarin zijn twee types van critici te onderscheiden. Sommige critici zijn het oneens met het onderwijssysteem an sich: zij willen stoppen met het vroege scheiden van leerlingen op niveau en willen om die reden zogenaamde Gemeinschaftsschulen – gemeenschapsscholen – oprichten. Als argument gebruiken zij de internationale PISA-toets, die als uitkomst zou geven dat landen met zo’n systeem beter scoren.
Ook willen veel van deze critici dat het vastgelegde curriculum wordt versoepeld of zelfs afgeschaft: dit beperkt de leraar namelijk in zijn vrijheid naar eigen inzicht les te geven.
Het andere type critici ziet in de middelmatige scores juist aanleiding om de controle op het curriculum en de kennisoverdracht te versterken. Hierbij is vroege scheiding tussen niveau nodig. Doorgaans vinden deze critici feitenkennis belangrijker dan pedagogische vorming.
In de Duitse politiek vindt de tweede categorie duidelijk meer resonantie.